# Antonov An-32

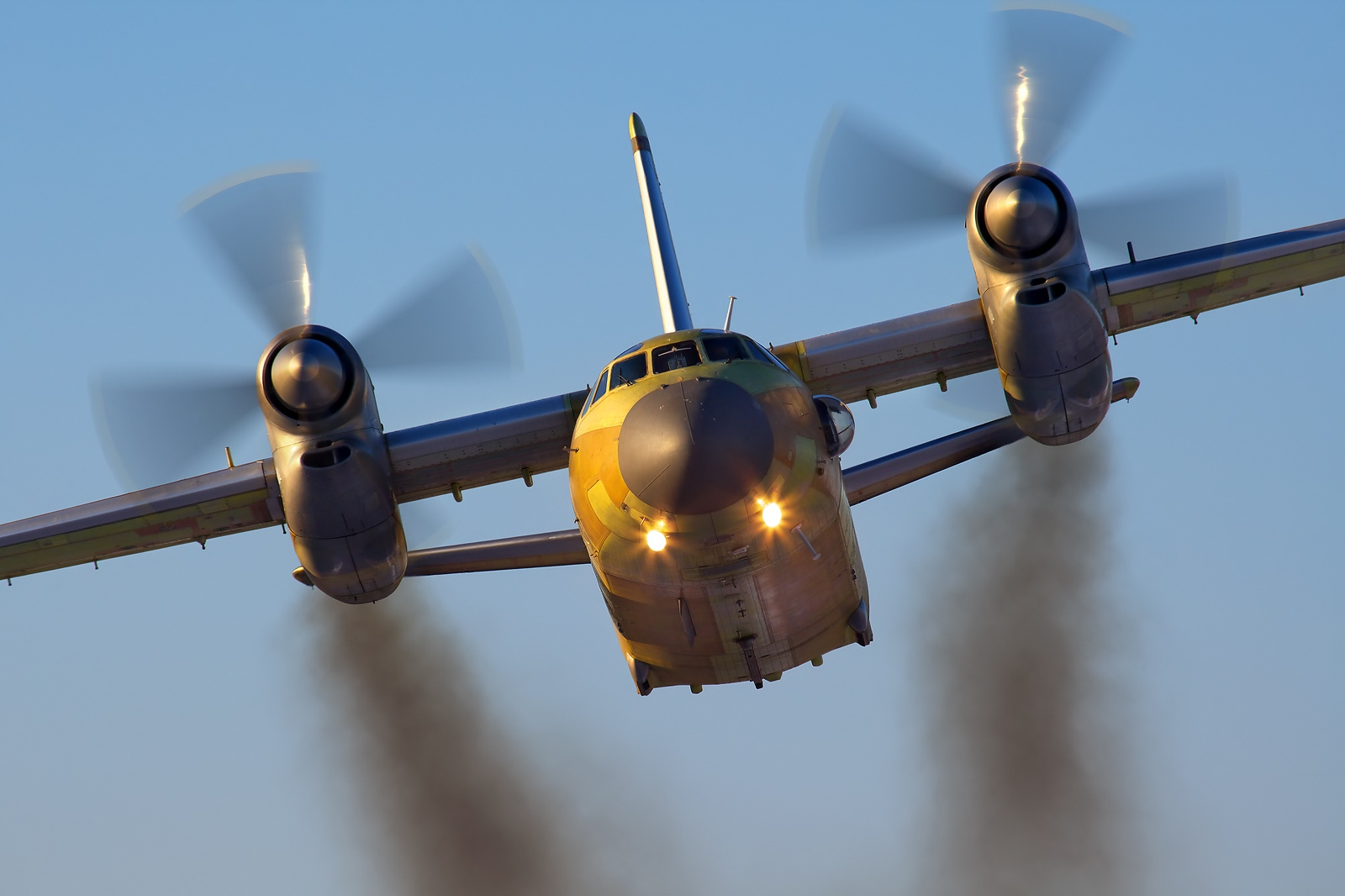
Antonov An-32B, Kiew 2011

An-32 är det sista och största Antonovflygplanet i familjen An-24, An-26 och An-30 och drivs med hjälp av två stycken propellermotorer. Planet har utvecklats enligt önskemål ifrån Indien och flögs för första gången år 1976. År 2012 hade planet tillverkats i 373 exemplar.